# Minotauro Fights V
Minotauro Fights V foi a quinta edição do evento de lutas Minotauro Fights. Este evento aconteceu no Ginásio Poliesportivo de São Bernardo do Campo, São Paulo, no dia 09 de dezembro de 2006. Organizado sob a supervisão da empresa ABC Fighters, esta foi a primeira vez que o Minotauro Fights aconteceu na Região Sudeste.
Destaque deste evento foi a segunda luta profissional de MMA de Junior Cigano.

## Background
A pouco menos de duas semanas antes do evento, a organização do Minotauro Fight anunciou alterações no card. Devido a lesões durante o treinamento, Danilo Wilian acabou de fora do card e foi substituído por Adson “Preguiça”, na luta contra Fernão, que também substituiu Eduardo Filipe. Já na luta de Boxe, a adversária da pugilista argentina Letícia Rojo, Guilhermina Fernandez, optou por não vir ao Brasil devido algumas regras argentinas. Com isso, Rojo enfrentou Silvia Zacarias.